# Pinang Tinggi
Pinang Tinggi is een bestuurslaag in het regentschap Muaro Jambi van de provincie Jambi, Indonesië. Pinang Tinggi telt 1824 inwoners (volkstelling 2010).